# 高田大岳
高田大岳（たかだおおたけ）は、青森県の八甲田山系にある火山である。八甲田山中、青森市と十和田市の境界に位置する山。円錐形の堂々とした山容をしている。斜面も大きく、春山スキーの滑降コースとして楽しめる。また植物の垂直分布が顕著に見られ、900m付近まではブナ林帯で、その上部はアオモリトドマツ林帯、さらに山頂にかけてはハイマツ林帯となっている。山頂付近にはコケモモの群落もある。

## 歴史

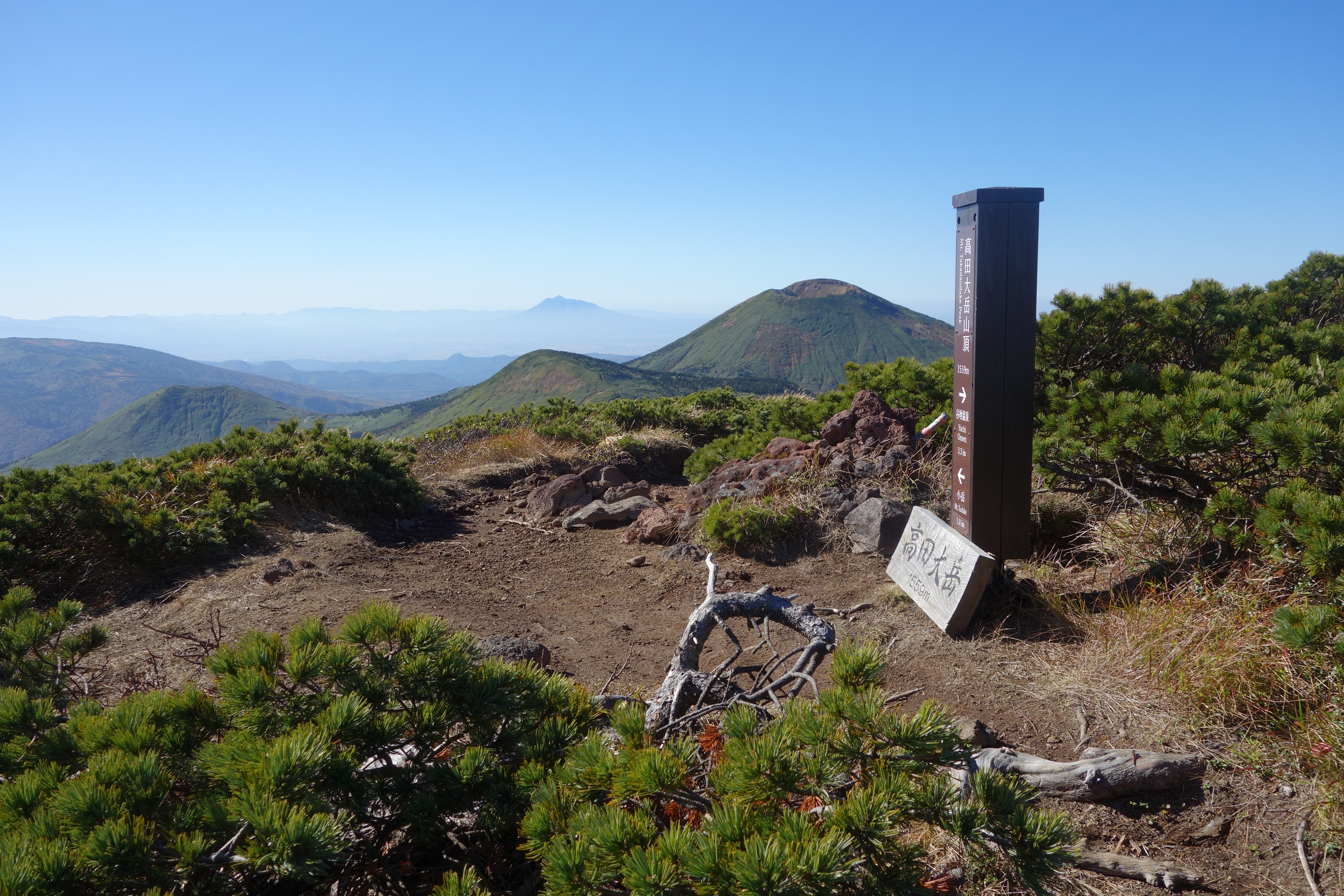
高田大岳山頂
背後に一番高く見えている山は八甲田大岳
遠く見えるのが岩木山

高田大岳は1684年（貞享元年）の茂屋村書上図にはコバ嵩（コガの誤りか？）と記載されている。また、菅江真澄の「ふでのまにまに」（1811年、文化8年）には小河嶺と記載されている。これは双方とも津軽藩側の記録である。1859年（安政6年）の七戸通御絵図では高田大嶽と記載されている。以降「コガノ大岳」（津軽藩側、南部境山絵図、安政末期）、「八高田大嶽」、「かうた嶽」、「大嶽」（以上南部藩側）という名が見られる。南部側での八甲田山を代表する山で、カウダに高田の文字をあてたのがもとで、現在の山名となったのであろう。明治期になると測量により、北八甲田に関しては津軽藩側の名前が残された。しかし、高田大岳に関してはコウダからタカダとして南部藩側の名前がのこされた。
江戸時代には「御廻組」と言われた藩境見回りが、津軽藩、南部藩の藩境を毎年確かめていた。藩堺は密生する柴や根曲がり竹の薮をさけて、堅雪の時期に実施された。高田大岳は藩堺の大切な起点のひとつであった。江戸時代の藩境は、笠松峠、硫黄岳、八甲田大岳、小岳、高田大岳、黒森、石倉山（山頂は通らない）、七十森山…、と現在の青森市の境界と一致する。
1876年（明治9年）に編集された新撰陸奥国誌に、高田大岳とその周囲の山が深持村の項目に記録されている。「高田岳 すなわち耕田岳と云い、八耕田山のことである。本村の西5里10丁にあり、麓から頂きまで高さ120丈。山脈は津軽郡に跨り一大区と介し、東に小岳あり。北は田代大谷地に至るこの山は八耕田山の支峰にして、津軽郡にては、離山または後山とも云う。八耕田は八峰を併せ名にて、山脚一大区一小区の広平の野に続きだいたい10里にわたる以上諸山、雑樹うっそうにして、山竹蔓延し峻厳、聳えまっすぐに立つ。登坂する所あり。猟人等雪中に行くのみにして、夏月登ること、耐え忍んで山脈を詳しく測る者なし。旧弘前にて毎年冬月雪山谷が埋まる頃、町村堺を巡視するに峰から峰を歩くことが出来れば、山中の景光を区別することなしかたしと云う。」周囲の記述にある、大柴森山（通称谷地大岳974.5m）は谷地温泉から高田大岳の途中の三角点（三角点名大岳）がある山である。松形山は今の硫黄山である。
1878年（明治11年）の『法量村地誌』では「小岳山と相提携して双尖谷地温泉の西に突起する。麓より頂に至る行程凡そ三里余、山の東胸を以て津軽郡を界し（東西八分通り界と定む）更に左右の翼を張りて東南に鳶形山（小岳）をいだき…」という文章で表されている。この山は裾野が最も美しく、どこから見てもそれと知れる山容で、谷地温泉のほんとうの源泉地となっている。
春に高田大岳には種蒔き爺の形の残雪が残る。この残雪の雪形により八十八夜の遅延を占った。その姿の濃いか薄いか、どこが足らぬかなどで、長い間のためしから大抵占いは違わないとされている。
1903年（明治36）頃の高田大岳は『大日本地誌』に「高田大嶽は酢ヶ湯嶽（八甲田大岳）に次ける高峯にして、登路は東南萢の湯（又は谷地の湯）より之を通ず。森林や草木がこんもりとして細い路がたびたび跡を失い、山は急峻にて、よじ登らなければ困難である」と記されている。1914年（大正3年）の大日本帝国陸地測量部の地形図では谷地温泉からの登山道がはっきりと記録されており、小岳からの登山道は無かった。
1923年（大正12年）5月6日、大町桂月は蔦温泉より出来たばかりの仙人橋を渡り谷地温泉に移動。休憩後、高田大岳を登った。その時の紀行文を「堅雪の高田大嶽」として残している。
高田大岳の登山道は不安になるほどの急な登りが続く。高田大岳の登山道建設を指導したのは青森市の元県職員の今牧人である。高田大岳の登山道整備は、十和田湖・八甲田が国立公園に指定された当初からの課題だった。しかし、戦時中は手がつけられず、着工したのは1949年（昭和24年）のことだった。谷地温泉の経営者の一人で八甲田の生き字引と言われた小笠原松次郎が「高田大岳はいい山だから、登山道を整備しよう」と県に働き掛けたのも着工の引き金になった。当時、県土木課公園係だった今は同年6月、土木業者と前線基地の谷地温泉に入った。ところが連日の雨。作業員は、1カ月も待機を余儀なくされた。予算は3万円。作業員の滞在費でどんどん予算が無くなっていく。結局登山道建設は、晴れ間を見て行われ、正味1週間で完成させた。普通、高田大岳ぐらい急な山だと登山道はジグザグに付けられる。しかしジグザグに造ると予算をはるかにオーバーする。必然的に、最も短い直線急登ルートがひらかれた。予算の都合もあったが「ジグザグの道だと山に登ったという達成感が得られない」という今の信念も反映されていた。工事完了の検査のとき、上司に「こんな直線的な道をつけるやつがいるものか」とこっぴどくしかられた。が、今は「あれが高田大岳の最高の道だと思っている。本当に山に登ったという実感ができるからだ」と信念は変わらない。
2019年に高田大岳は、高田大岳の登山道を整備する十和田山岳振興協議会の活動によって、日本山岳遺産基金により「日本山岳遺産」として認定された。十和田山岳振興協議会は全国的に悪路として有名であった十和田市の谷地温泉登山口から髙田大岳などの登山道を、安心して楽しく登れるように整備し、多くの登山者、観光客の来訪と、地域の活性化を目指して2014年12月設立されたものである。該当の登山道は継続的な整備が必要で、地域振興と自然保護の両立が成されている点を評価され認定となった。2020年2月15日に、東京都千代田区一橋大学一橋講堂で「第10回 日本山岳遺産サミット」が開催された。ここで、2019年度の日本山岳遺産認定地として十和田山岳振興協議会に日本山岳遺産認定証が授与された。定年退職後、登山を趣味としていた青森県十和田市の山崎政光は白山を訪れた際に、登山者たちが日本一の悪路の山を高田大岳だと会話していたのを耳にし、地元の八甲田山そう言われショックを受けた。山崎は「なんとかしなければ」と整備に動き出し、2014年初代会長の下山寿が所属する十和田山岳会や山崎が所属する十和田市全クラブなど地域の山岳団体や旅館組合が集い十和田山岳振興協議会を設立、十和田八幡平国立公園の特別保護区内のため行政への陳情を経て2016年に登山道整備に着手した。整備によって登山者は目に見えて増加した。整備前の5年間(11～15年）では6月から10月の入山者数の平均は約160人であったが、整備後5年間（16～20年）では約730人、現在では900人を超えている。活動を通じて高田大岳の山頂位置や標高を変更されるといった珍事もあった。

## 登山道
山頂へは、酸ヶ湯温泉方面から仙人岱を経て小岳を縦走して行くものと、南東山麓の谷地温泉からの2つのコースがある。谷地温泉からのコースは傾斜がきつく、健脚向で、八甲田山の峰々の登山コースの中では、最も厳しいコースだろう。山頂まで2時間余り。交通の便を考慮して、谷地温泉のコースを登って仙人岱へ縦走し、酸カ湯温泉へ下るのが一般的である。北八甲田の中では静かな山行を味わえる山である。

## 八甲田山神社

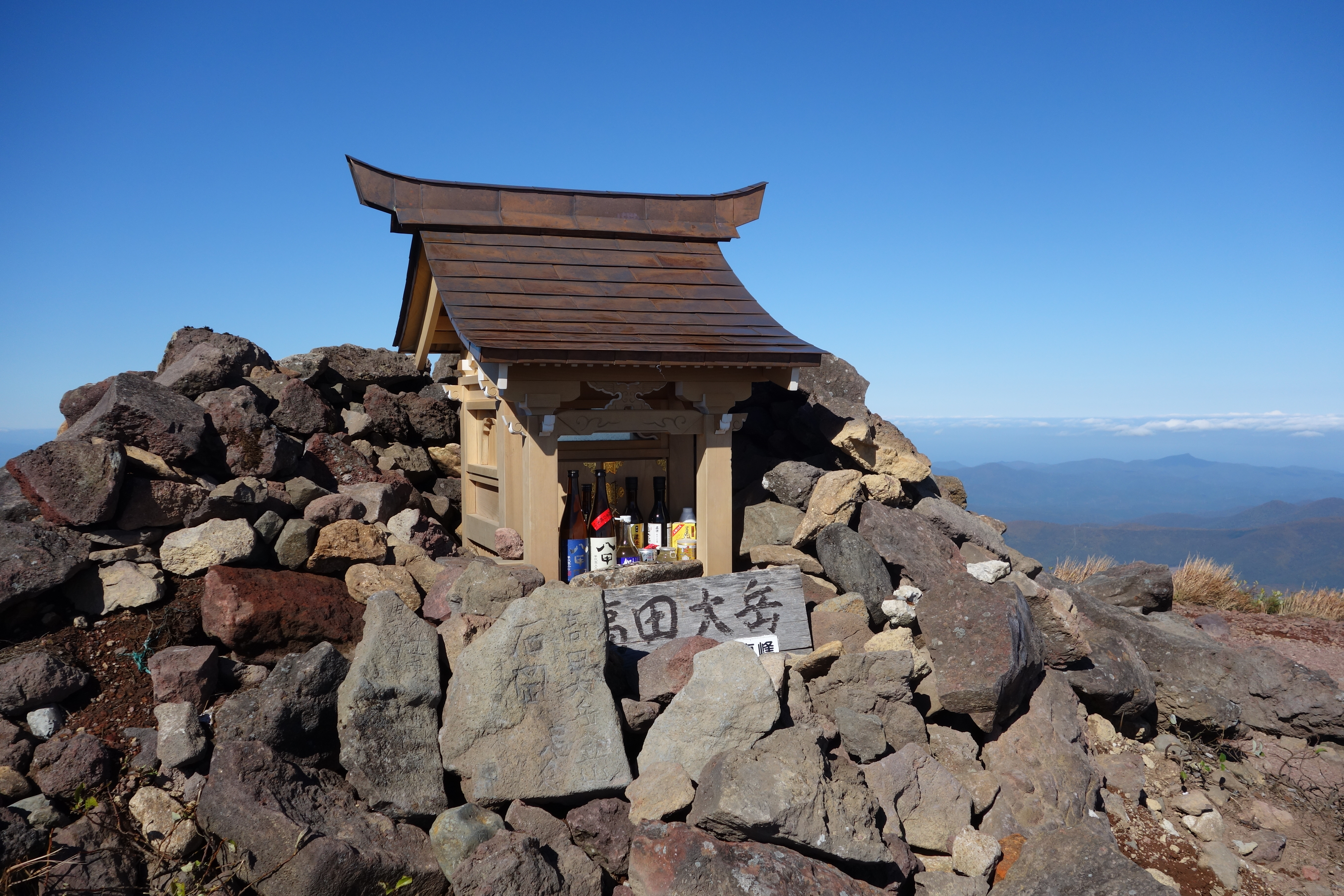
高田大岳山頂（東峰）にある八甲田山神社

青森市の廣田神社の宮司田川伊吹が2015年に神社の物置で偶然古い屏風を見つけた。ここには「八甲田山神社」の文字があり田川の祖父が八甲田山神社の宮司を兼務していたことがわかった。2018年田川は高田大岳山頂にある八甲田山神社のほこらを訪ねた。そこで見たのは屋根がなく柱だけの状態になった無残な姿だった。「朽ち果てたほこらをなんとかしたい」田川は再建を決意した。田川は「八甲田山神社再建プロジェクト」を立ち上げクラウドファンディングを行ってきた。2022年10月9日社に心霊をまつる鎮座祭の日を迎えた。
青森市の広田神社は10月9日八甲田山系の高田大岳に再建した八甲田山神社のほこらに神霊の魂を宿す鎮座祭を開いた。参加した神社の関係者や建築業者ら約60人は新たな装いとなったほこらを見て喜んだ。広田神社によると、ほこらは縦横、高さがいずれも1.2メートル。屋根は銅製で、外壁や床には青森県産のヒバを使用した。青森市の建築会社の社員らが13回に渡って材料を山頂に運び、組み立てたという。支援はクラウドファンディングなどで呼びかけ、約1000万円を集めた。維持管理などに400万円ほどが必要で、広田神社は現在も協賛金を募っている。田川宮司は「全国各地からの支援に感謝したい。ほこらがいつまでも皆さんの心のよりどころとなるように守っていく」と話した。
それに対して、十和田山岳振興協議会会長の山崎政光は、本当は八甲田山神社は大岳山頂直下にある八甲田山神社奥宮のことで、酸ヶ湯登山口に八甲田山神社登山口の石造りの案内標柱がある神社ではないかとした（両方とも酸ヶ湯温泉が荒廃を見かねて再建）。そして高田大岳の神社は元は谷地温泉の神社であるかも知れないとしている。山頂神社再建場所の地下から江戸時代から明治初期の古銭が出土し、神社周辺からは多くの文字が刻まれた石版がある。

## 山頂の移動
2020年1月、地元の山岳団体の十和田山岳振興協議会の指摘を受け国土地理院は、山頂の位置を従来の山頂としていた位置より西に約115m移動、標高も1552mから1559mと7m高くしたと発表した。
高田大岳は八甲田大岳に次ぐ標高で、青森県を代表する山。国土地理院がまとめた全国1003の主要な山岳に含まれる。これまでの山頂は石が積まれたほこらが立つ場所で、1973年に国土地理院が飛行機での4万分の1の空中写真で計測した。再検査ではより精密な2万5千分の1の画像を用いて検査した。十和田山岳振興協議会は観光振興を目的に2016年から高田大岳の登山道を整備しており、協議会メンバーがGPSで計測したデータを基に昨年8月、国土地理院東北地方測量部に指摘した。標高だけでなく山頂の位置が115mも北西に変わるという今回の高田大岳のようなケースは珍しいと言われている。明治時代の末期、高田大岳山頂に測量に登頂した時、既に東峰に祠があり、この位置を山頂に定めたと考えられる。
十和田山岳振興協議会は2020年6月23日高田大岳に新しい山名板を設置した。新しい山名板は縦25cm、横60cm、厚さ3cmのクリ材で重さは5.5kg。協議会メンバーが背負って運んだ。旧山頂に2018年に置いた山名板（ケヤキ材）には新たな山頂場所と区別するため「東峰」の板を貼り付けた。